# درباغ (حومة بم)
درباغ (بالفارسية: درباغ) هي قرية تقع في إيران في منطقة مركزية ريفية. يقدر عدد سكانها بـ 321 نسمة بحسب إحصاء 2016.